# Wolfgang Klein (Bildhauer)
Wolfgang Klein (* 15. März 1931 in Esslingen am Neckar) ist ein deutscher Bildhauer, Zeichner und Collagekünstler.

## Künstlerischer Werdegang
Klein absolvierte von 1945 bis 1948 eine Steinbildhauerlehre. Von 1952 bis 1957 studierte er an der Staatlichen Akademie der Bildenden Künste in Stuttgart bei Otto Baum, Karl Hils und Peter Otto Heim.
Er entwickelte großes Interesse für Architektur und unterstützte Architekturstudenten beim Fertigen von Entwürfen und Gipsmodellen. In seiner künstlerischen Arbeit konzentrierte er sich zunächst auf Bauplastik und architekturgebundene Bildwerke, die er als integrale Bestandteile von Architektur begriff. Er übernahm Baumaterialien für seine Kunstwerke: ab 1957 Beton, ab 1964 Stahl, ab 1969 Holz, ab 1972 Glas und ab 1974 Polyester.
Häufig bekam er Aufträge öffentlicher Bauträger für Kunstwerke im und am Bau. Im Laufe der Zeit musste er jedoch die Erfahrung machen, dass die „Kunst am Bau“ nur so lange lebt, wie das Bauwerk selbst. Sein futuristisch anmutender Brunnen vor dem Haupteingang der Hochschule Esslingen verfiel, nachdem der Haupteingang verlegt worden war. Die großflächige Wandgestaltung im großen Sitzungssaal des Landratsamtes geht vermutlich mit dem Abriss und Neubau des Landratsamtes verloren.
Ab Mitte der 1960er Jahre wandte sich Klein der autonomen Plastik zu, wie etwa der auf Basis von Grundmodulen aufbauende Serie von Konstellationsplastiken. 1965 experimentierte er mit kinetischen Metallskulpturen und variierte diesen Ansatz 1966 dahingehend, Skulpturen auf flexible metallene Plattformen zu stellen. Ab 1968 setzte er seine Skulpturen aus gängigen Normteilen des Bauwesens zusammen, was ihnen ein geometrisch-konstruktives Aussehen verlieh. Ab 1974 wechselte er in eine poetisch-symbolische Formensprache. In dieser Phase entstehen die Flügel-Arbeiten. Die hochpolierten Flächen nehmen den Skulpturen alle Schwere und erinnern an Nike-Figuren. In den 1980er Jahren strebte Klein eine Einheit von Kunst und Natur an. Er entwickelte raumgreifende Skulpturen aus wenigen Grundelementen, wie hölzernen Vierkantstäben, Metallplatten oder Stahlstreifen.
Auch an Kleinplastiken versuchte sich Wolfgang Klein: Er fertigte Entwürfe für Gedenkmünzen von Friedrich Barbarossa, Käthe Kollwitz, Willy Brandt oder Karl der Große. Allerdings kam er damit über einen 2. Preis nicht hinaus. 1964 realisierte er die Medaille für den Europa Foto Preis und 2001 die Renate-Unkrodt-Medaille.
Neben seiner bildhauerischen Arbeit erstellte Klein zahlreiche Zeichnungen und Skizzen. Ab den 1980er Jahren arbeitete er an Collagen aus Lasurfarbe, Gips, Sand und Erde.
1994 wurde Klein mit dem Esslinger Kulturpreis geehrt.
Klein lebt und arbeitet in Esslingen am Neckar.

## Ausstellungen (Auswahl)
Die Ausstellung mit Beteiligungen von Wolfgang Klein:

### Einzelausstellungen
- 1969: Galerie Märcklin, Stuttgart
- 1971: Rathaus Waiblingen (zusammen mit Friedrich Sieber)
- 1973: Galerie Altes Haus, Heidenheim an der Brenz
- 1988: Villa Merkel, Galerie der Stadt Esslingen

### Gruppenausstellungen
- 1970: Aspekte 2, Galerie Heseler, München

## Werke (Auswahl)

### Skulpturen in Baden-Württemberg
| Bezeichnung                        | Bild           | Standort | Errichtung Einweihung | Erhaltungs-zustand          | Weitere Informationen                                                                                    |
| ---------------------------------- | -------------- | --- | --------------------- | --------------------------- | --- |
| Esslingen                          |                | |                       |                             | |
| Landschaft im Raum                 |                | Esslingen am Neckar, Pulverwiesen 11, Landratsamt Esslingen, großer Sitzungssaal (Lage)                                                       |                       |                             | eine dreiteilige Stahl-Plastik                                                                           |
| Wolkenschiff                       |                | Esslingen am Neckar, Potsdamer Straße 71 – 75, vor der Lerchenäckerschule (Lage)                                                              | 1963                  |                             | Freiplastik aus Beton                                                                                    |
| Wandgestaltung                     |                | Esslingen am Neckar, Potsdamer Straße 71 – 75, in der Lerchenäckerschule (Lage)                                                               | 1963                  |                             | [ 4 ] |
| Zwiebelbrunnen (Esslingen)         | weitere Bilder | Esslingen am Neckar, Im Heppächer 9 (Lage) | 1984                  |                             | [ 7 ] |
| Stahl-Wandobjekt                   |                | Esslingen am Neckar, Pulverwiesen 25, am Wintergarten der Villa Merkel (Lage)                                                                 |                       |                             | [ 4 ] |
| Betonbrunnen                       |                | Esslingen am Neckar, Obertorstraße, Ecke Mühlstraße, früherer Haupteingang der Hochschule Esslingen (Lage)                                    |                       | Ruine                       | [ 4 ] |
| Stuttgart                          |                | |                       |                             | |
|                                    |                | |                       |                             | |
| Freiplastik                        |                | Stuttgart-Feuerbach, Wiener Straße, Kaufmännische Berufsschule (heute: Louis-Leitz-Schule)                                                    | 1963                  |                             | [ 3 ] |
| Brunnen der Landeswasserversorgung | weitere Bilder | Stuttgart-Mitte, Schützenstraße 4 / Paul-Löbe-Staffel (Landeswasserversorgung Baden-Württemberg) (Lage)                                       |                       |                             | Kaskade von Ablaufrinnen und Brunnen mit Mosaikbecken                                                    |
| Bewegliche Halme                   |                | Stuttgart-Münster, Am Schnarrenberg 17 (Deutscher Wetterdienst, Niederlassung Stuttgart) (Lage)                                               | 1984                  | nicht öffentlich zugänglich | sieben schmale Stahlbänder auf Federgelenken montiert und locker im Naturraum verteilt, je 2,20 × 0,08 m |
| Fensterbild Carola                 |                | Stuttgart-Mühlhausen, Steinbuttstraße 25 (Haus St. Ulrich) (Lage)                                                                             | 1983                  |                             | Stahl (Corten) auf Betonsockel                                                                           |
| Flügel über Landschaft             |                | Stuttgart-Nord, Hahnemannstraße 1 (Polizeipräsidium Stuttgart) (Lage)                                                                         | 1977                  |                             | Edelstahlskulptur, 5,65 × 7,00 × 1,60 m                                                                  |
| Titel unbekannt                    |                | Stuttgart-Nord, Ehmannstraße (Lage) | unbekannt             |                             | Nirosta-Stahl                                                                                            |
| Spaziergänger                      |                | Stuttgart-Zuffenhausen, Marconistraße 65 (Neubau der Park‐Realschule) (Lage)                                                                  | 1960                  |                             | Klinkerrelief, das sich aus dem Mauerwerk heraus entwickeln                                              |
| Flügel-Plastik                     |                | anlässlich der Ausstellung Kunst im Stadtbild                                                                                                 | 1977                  | zerstört                    | Edelstahl                                                                                                |
| Tübingen                           |                | |                       |                             | |
| Gesicht und Blatt                  |                | Hechingen, Bisinger Straße 35, Verkehrspolizei-Inspektion Tübingen, Zentraler Verkehrsüberwachungsdienst und Verkehrspolizei Hechingen (Lage) | 1986 (1991)           |                             | eine zweiteilige Skulptur aus Stahl (650 × 180 cm und 300 × 180 cm) aus der Reihe Portrait Carola        |
| Ulm                                |                | |                       |                             | |
| Adler und Schlange                 |                | Ulm, am linken Donau-Ufer (Lage) |                       |                             | |

### Skulpturen außerhalb von Baden-Württemberg
| Bezeichnung | Bild | Standort                                            | Errichtung Einweihung | Erhaltungs- zustand | Weitere Informationen                   |
| ----------- | ---- | --------------------------------------------------- | --------------------- | ------------------- | --------------------------------------- |
| Ohne Titel  |      | Gelsenkirchen. Realschule an der Mühlen-Straße      | 1969                  |                     | verzinkter 4-Kant-Hohlstahl, rote Farbe |
| Freiplastik |      | Braunschweig. Physikalisch-Technische Bundesanstalt | 1972                  |                     | Edelstahl                               |
| Ohne Titel  |      | Uppsala. Universität Uppsala                        |                       |                     | [ 3 ]                                   |